# Bianca Guaccero
Bianca Guaccero (n. 15 ianuarie 1981, Bitonto, Apulia, Italia) este o actriță și moderatoare de televiziune italiană.